# Richard Clabaugh
Richard Clabaugh (* 26. Februar 1960 in St. Petersburg, Florida) ist ein US-amerikanischer Kameramann und Filmregisseur.

## Leben
Clabaugh ist seit 1988 als einfacher Kameramann und Chef-Kameramann im Filmgeschäft tätig. Im Jahr 2000 gab er mit dem für das Fernsehen produzierten Horrorfilm Python – Lautlos kommt der Tod sein Debüt als Regisseur. Für den von ihm 2009 inszenierten Science-fiction-Film Eyeborgs – Nichts ist, wie es scheint war er auch als Produzent und Drehbuchautor tätig. 
Er gehörte in den 2000er Jahren für annähernd zehn Jahre dem Lehrpersonal an der North Carolina School of the Arts, School of Filmmaking an. Zudem war er an der Regent University im Bereich der School of Communication & the Arts tätig.

## Filmografie (Auswahl)
als Kameramann
- 1988: Necromancer
- 1993: American Yakuza
- 1995: Das Yakuza-Kartell (No Way Back)
- 1995: God’s Army – Die letzte Schlacht (The Prophecy)
- 1996: Kinder des Zorns IV – Mörderischer Kult (Children of the Corn IV: The Gathering)
- 1996: Die Cuba-Connection (Plato's Run)
- 1998: God’s Army II – Die Prophezeiung (The Prophecy II)
- 1998: Phantoms
- 1999: Kinder des Zorns 6 – Isaacs Rückkehr (Children of the Corn 666: Isaac’s Return)
- 2000: Escape Under Pressure (Under Pressure)
- 2000: Deep Core – Die Erde brennt (Deep Core)
- 2007: Fall Down Dead
- 2013: Phobia
- 2017: Ten
- 2018: Alterscape

als Regisseur
- 2000: Python – Lautlos kommt der Tod (Python)
- 2009: Eyeborgs – Nichts ist, wie es scheint (Eyeborgs)
- 2013–2014: Life in the Carolinas (Fernsehserie)